# Лідія Бачич
Лідія Бачич (хорв. Lidija Bačić, нар. 4 серпня 1985 року, Спліт, СФРЮ) — хорватська поп-співачка.

## Дискографія
- Majčina ljubav (2010)
- Daj da noćas poludimo (2011)
- Viski (2015)
- Tijelo kao pjesma (2017)
- Revolucija (2020)